# Gheorghe Șaru
Gheorghe Șaru (également George Saru ; 1920 - 2003) est un peintre américano-roumain né en Roumanie à Checea, dans le comté de Timis.

## Biographie
Gheorghe Șaru naît le 1er mars 1920 à Checea, près de Timișoara.
Il est formé à l'école des beaux-arts de Iasi de 1939 à 1944, puis à l'école des beaux-arts de Bucarest de 1946 à 1948.
Connu comme peintre moderniste abstrait, Gheorghe Șaru est très actif en Roumanie, travaillant à la fois comme artiste et professeur d'art à l'Académie des Beaux-Arts de Bucarest. Il est connu pour sa capacité à créer de la transparence et une qualité lumineuse grâce à son fin travail au pinceau. Son œuvre abstraite a un style très particulier et cache souvent des motifs figuratifs tout au long de son œuvre. George Saru illustre de nombreux livres, livres pour enfants, conçoit des œuvres d'art public en mosaïque et collabore à des travaux de tapisserie avec son épouse, Liana Șaru.
Il s'installe en Amérique à la fin des années 1980 et bien que légalement aveugle, il peint jusqu'à ses derniers jours en adoptant un style de pinceau très différent et moins détaillé et saisissant, et peint dans des couleurs beaucoup plus claires. Il est inhumé au cimetière Calvary, à New York,

## Expositions
- 1956 : Bucarest[5]
- 1960 : Biennale de Venise[5]